# Universität Félix Houphouët-Boigny

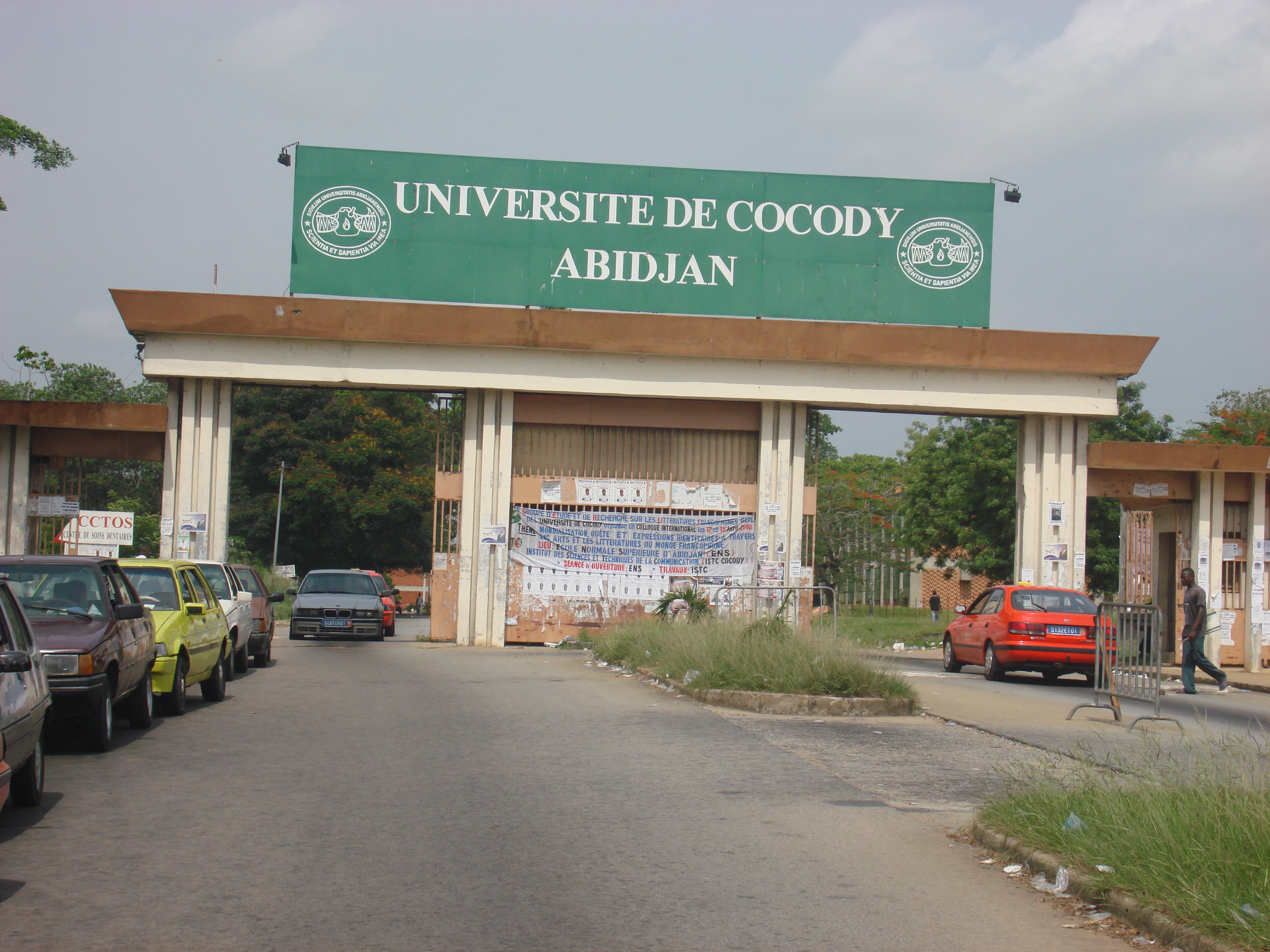
Campuseingang

Die Universität Félix Houphouët-Boigny (französisch Université Félix Houphouët-Boigny, Kürzel: UFHB; vormals Université de Cocody-Abidjan, Kürzel: UCA) ist eine Universität in der Cocody-Sektion von Abidjan (Elfenbeinküste).
Sie ist eine der Eliteuniversitäten in der Region und im ganzen Land. Mit über 50.000 Studenten enthält die UCA 13 Fakultäten und ein Forschungszentrum und bietet Abschlüsse zu zwei Jahren im Bachelor-Grad zu professionellen akademischen, rechtlichen, medizinischen und Spezialistengraden. Von 1964 bis 1996 war sie der Hauptcampus der Universität Abidjan, bevor sie zur unabhängigen Einrichtung wurde. Die nach dem ersten Staatspräsident der Elfenbeinküste, Félix Houphouët-Boigny, benannte Universität wird vom Staat betrieben und ist verantwortlich gegenüber dem Bildungsministerium.

## Etablierung
Die Gründung erfolgte am 9. Januar 1964. 2008 gab es 53.700 Einschreibungen. Die UCA entstand aus zwei französisch gegründeten Einrichtungen von 1958. Die Ecole des Lettres d’Abidjan (E.L.A) gegründet im Oktober 1958, unter der gemeinsamen Verwaltung der Universität Dakar und dem ivorischen Bildungsdirektorat („Direction de l’enseignement de Côte d’Ivoire“). Zur gleichen Zeit wurde das Centre d’enseignement supérieur d’Abidjan (Abidjan-Zentrum für höhere Bildung) gegründet. Am 9. Januar 1964 ließ die Regierung der Elfenbeinküste die Institute fusionieren und beförderte sie in den Rang einer Universität. Das gesamte öffentliche Universitätssystem war bis zur Reorganisation im Jahre 1996 bekannt als die Universität Abidjan, mit der Universität von Abidjan-Cocody als größtem der drei Standorte. In der Reorganisation vom August 1996 wurde aus jedem dieser drei Haupt-Campusse unabhängige Universitäten, die dem ivorischen Bildungsministerium direkt rechenschaftspflichtig waren. Diese drei waren die Université d’Abobo-Adjamé, die Université de Boukaé und die Université de Cocody. Zu diesem Zeitpunkt wurden die drei Fakultäten neu benannt zu „Unités de formation et de recherche“ (UFR). Die Universität bestand aus dreizehn UFRs und einem „Center“. Die Zahl der besonderen Forschungszentren und Einrichtungen hat sich seitdem erweitert. Im Jahre 2008 gab es zwei Autonome Forschungszentren in den Bereichen Sozialwissenschaften und Mathematik sowie zehn „Institute für fortgeschrittene Studien“.

## Fakultäten
Im Jahre 1971 wurde die School of Letters (ehemals die E.L.A) zur „Faculté des Lettres, Arts et Sciences Humaines“ (FLASH). 1977 wurde das Departement für Geschichte hochgestuft und begann, statt sich auf das Anbieten nur grundständiger Studiengänge („Premier cycle“) zu beschränken, auch „Deuxième cycle“ und „Troisième cycle“ Diplome (Masterabschlüsse und PhD) zu vergeben.

## Autonome Forschungszentren
- Centre Ivoirien de Recherche Economique et Social-CIRES, Ivorisches Zentrum für Wirtschaften und Sozialwissenschaften (CIRES);
- Institut de Recherches Mathématiques-IRMA, Mathematikinstitut (IRMA);

## Andere Institute und Zentren
- Centre National de Floristique (CNF)
- Centre Universitaire de Recherche d’Application en Télédétection (CURAT)
- Institut de Géographie Tropicale (IGT)
- Institut d’Histoire, d’Arts et d’Archéologie-Africains (IHAAA)
- Institut d’Ethno-Sociologie (IES)
- Centre de Recherche Architecturales et Urbaines (CRAU)
- Centre Ivoirien d’Enseignement et de Recherche en Psychologie Appliquée (CIERPA)
- Institut de Recherche, d’Expérimentation et d’Enseignement en Pédagogie (IREEP)
- Institut de Linguistique Appliquée (ILA)
- Institut des Sciences Anthropologiques du développement (ISAD)

## Absolventen
- Boukary Adji (1939–2018), nigrischer Politiker und Bankmanager
- Christine Adjobi (* 1949), ivorische Politikerin und Ärztin
- Jeannot Ahoussou-Kouadio (* 1951), ivorischer Politiker
- Hamid Algabid (* 1941), nigrischer Politiker
- Oumarou Alma (1951–2025), nigrischer Manager und Politiker
- Hamidou Arouna Sidikou (1946–2015), nigrischer Geograph und Politiker
- Chaïbou Dan Inna (* 1952), nigrischer Theaterwissenschaftler, Dramatiker und Politiker
- Foumakoye Gado (* 1950), nigrischer Politiker
- Simone Gbagbo (* 1949), ivorische Gewerkschafterin und Politikerin
- Charles Blé Goudé (* 1972), ivorischer Politiker
- Aïchatou Mindaoudou (* 1959), nigrische Juristin, Politikerin und Diplomatin
- Adamou Namata (* 1954), nigrischer Manager und Politiker
- André Salifou (1942–2022), nigrischer Historiker, Schriftsteller, Politiker und Diplomat
- Ali Sirfi (* 1955), nigrischer Rechtsanwalt und Politiker
- Albert Mabri Toikeusse (* 1962), ivorischer Politiker
- Mamady Youla (* 1961), guineischer Politiker